# Macalpinomyces arundinellae-setosae
Macalpinomyces arundinellae-setosae är en svampart som beskrevs av R.G. Shivas & Vánky 2005. Macalpinomyces arundinellae-setosae ingår i släktet Macalpinomyces och familjen Ustilaginaceae.   Inga underarter finns listade i Catalogue of Life.